# Чаробна фрула
Чаробна фрула (K. 620) је опера Волфганга Амадеуса Моцарта у два чина из 1791. Либрето за ову оперу написао је Емануел Шиканедер у форми музичке игре (Singspiel) које су биле популарне крајем 18. века. Дело је у форми Зингшпила, популарне форме у време када је написано, која је укључивала и певање и говорне дијалоге. Дело је премијерно изведено 30. септембра 1791. у Шиканедеровом позоришту, Фрајхаус-театар на Видену у Бечу, само два месеца пре композиторове преране смрти. Она је и даље главна компонента оперског репертоара, њена популарност се огледа у два непосредна наставка, Питер Винтеров Лавиринт или битка са елементима. Други део Чаробне фруле(1798) и фрагментарни либрето Јохана Волфганга фон Гетеа под називом Чаробна фрула други део.

## Композиција
Опера је била кулминација периода све већег Моцартовог ангажмана са Шиканедеровом позоришном трупом, која је од 1789. била резидентна компанија Позоришта на Видену. Моцарт је био близак пријатељ једног од певача-композитора трупе, тенора Бенедикта Шака (први Тамино), и дао је допринос у композицијама трупе, које су често писане колаборативно. Моцартово учешће се повећало његовим доприносима колаборативној опери Der Stein der Weisen (Камен филозофа) из 1790. године, укључујући и дует („Nun liebes Weibchen“, К. 625/592а) између осталих пасуса. Као и Чаробна фрула, Камен филозофа је била опера изведена из бајке и може се сматрати неком врстом претече; они је користили је скоро исту глумачку екипу у сличним улогама.
Научници сматрају да је либрето за Чаробну фрулу, који је написао Шиканедер, заснован на многим изворима. Нека књижевна дела актуелна у Бечу у Шиканедерово време која су можда послужила као извори укључују средњовековну романсу Ивен од Кретјена де Троа, роман Сетосов живот Жана Терасона и есеј „О мистеријама Египћана“ Игназа фон Борна. Либрето је такође природни наставак серије на бајкама базираних опера које је у то време продуковала Шиканедерова трупа, укључујући Софи Сејлерову адаптацију Сингспиловог Оберона као и Der Stein der Weisen. Посебно за улогу Папагена, либрето се ослања на Хансвурстску традицију бечког популарног позоришта. Многи научници такође признају утицај масонерије.
Сматра се да су у овој опери укључене две референце на музику Антонија Салијерија. Први је да је дует Папагено–Папагена сличан Кукази каватини у Салијеријевој Prima la musica e poi le parole. Обе су усредсређена на музичко-текстуалну разиграност са шаљивим птичјим изговорима псеудоиталијанских речи. Чаробна фрула такође одражава Салијеријеву музику у којој је Папагенова звиждаљка заснована на мотиву позајмљеном из Салијеријевог Концерта за клавичембало у Б-дуру.

## Премијера и пријем
Опера је премијерно изведена у Бечу 30. септембра 1791. у предском позоришту Фрајхаус на Видену. Оркестром је дириговао Моцарт, Шиканедер је глумио Папагена, док је улогу Краљице ноћи певала Моцартова снаја Јозефа Хофер.
О пријему опере, проучавалац Моцарта Мејнард Соломон пише:
Иако није било рецензија првих представа, одмах је било очигледно да су Моцарт и Шиканедер постигли велики успех, да је опера привукла огромну публику и достигла стотине извођења током 1790-их.

## Праизведба
30. септембар 1791. Беч (Freihaus-Theater auf der Wieden)

## Праизведба у Србији
27. јун 1929. Београд

## Улоге
| улога                               | гласовни фах                    |
| ----------------------------------- | ------------------------------- |
| Тамино                              | тенор                           |
| Папагено                            | баритон                         |
| Памина                              | сопран                          |
| Краљица ноћи ()                     | сопран                          |
| Сарастро                            | бас                             |
| три даме                            | 2 сопрана и мецосопран          |
| Моностат                            | тенор                           |
| три дечака                          | дечачки сопран, алт, мецосопран |
| проповедник у храму                 | бас-баритон                     |
| три свештеника                      | тенор и 2 баса                  |
| Папагена                            | сопран                          |
| два оклопника                       | тенор, бас                      |
| три роба                            | 2 тенора и бас                  |
| свештеници, жене, људи, робови, хор |                                 |

## Радња
Опера Чаробна фрула је позната по својим масонским елементима. Шиканедер и Моцарт су били масони и припадали су истој ложи. На оперу је утицала филозофија епохе просветитељства, и она се може схватити као апологија просвећеног апсолутизма. Краљица ноћи симболизује мрачњаштво или, по неким интерпретацијама, Католичку цркву. Њен противник Сарастро симболизује просвећеног суверена који влада по принципима разума, мудрости и природе. Прича је алегорија о просвежењу човечанства, од хаоса, преко религијског сујеверја, до рационалног образовања. Коначан циљ ликова у опери је Земља претворена у рајско краљевство, где су смртници и богови једнаки (Dann ist die Erd' ein Himmelreich, und Sterbliche den Göttern gleich). Овај стих се понавља у финалу оба чина.

## Арије из опере Чаробна фрула
- (Ја сам ловац на птице) – Папагено, сцена прва
- (О, не дрхти, мој драги сине) – Краљица ноћи, сцена прва
- (Ова слика је чудесно лепа) – Тамино, сцена прва
- (Како је снажан твој чудесни тон) – Тамино, финале

Чин други
- (О, Изис и Озирисе) – Сарастро, сцена прва
- (Сви осећају радости љубави) – Моностат, сцена трећа
- (Паклена освета кува у мом срцу) – Краљица ноћи, сцена трећа
- (У овим светим собама) – Сарастро, сцена трећа
- (Ах, осећам, нестаде) – Памина, сцена четврта
- (Девојка или женица) – Папагено, сцена пета
- – Папагено и Папагена, сцена десета

## Филмска верзија
- Чаробна фрула (швед. Trollflöjten), шведски филм Ингмара Бергмана из 1975.